# (25058) Shanegould
(25058) Shanegould (1998 QO63) – planetoida z pasa głównego asteroid okrążająca Słońce w ciągu 4,19 lat w średniej odległości 2,6 j.a. Odkryta 25 sierpnia 1998 roku.